# Pareuthyphlebs uvarovi
Pareuthyphlebs uvarovi är en bönsyrseart som beskrevs av Scott LaGreca 1952. Pareuthyphlebs uvarovi ingår i släktet Pareuthyphlebs och familjen Toxoderidae. Inga underarter finns listade i Catalogue of Life.